# Chlef
Chlef (àrab: الشلف, ax-Xlif; amazic: ⵛⵛⵍⴼ, Clef), anomenada abans El Asnam i Orléansville a l'època colonial francesa, és una ciutat i una província d'Algèria. La ciutat es troba a 200 km a l'oest d'Alger, en plena vall del Chelif, on ocupa un lloc estratègic. Té una població d'uns 44.000 habitants. La seva història es remunta als inicis de l'ocupació romana de l'Àfrica del nord, coneguda llavors com a Castellum Tingitum.
La ciutat de Chlef ha patit dos terratrèmols importants, el primer el 1954 i el segon el 10 d'octubre del 1980. Chlef és, actualment, una ciutat dinàmica, centre econòmic i social del seu departament.

## Geografia
Chlef és la capital de la província del mateix nom. La ciutat es troba just en el límit entre el centre i l'oest del país, a uns cinquanta quilòmetres de la costa mediterrània, enmig d'una vasta plana que se situa entre els relleus de Medjadja integrats en la cadena de Dahra al nord i les muntanyes de l'Ouarsenis al sud (en el lloc de confluència del Chéliff, el major riu d'Algèria, i el Tsighaout. És una regió de vocació essencialment agrícola. La wilaya de Chlef té al voltant d'un milió d'habitants.